# Wapienny Potok
Wapienny Potok (niem. Kalk Flőssel) – potok w południowo-zachodniej Polsce, w Sudetach; lewy dopływ Bystrzycy Dusznickiej.
Potok ma źródła na zboczu szczytu Sołtysia Kopa na wysokości 830 m n.p.m. a ujście na wysokości 640 m n.p.m.